# Seleção Soviética de Ginástica Artística Feminina
A seleção soviética de ginástica artística feminina foi o grupo composto pelas seis atletas principais mais a primeira ginasta suplente. Foram elas as representantes do bloco durante os eventos internacionais.
Até o desmembramento da União Soviética em 1991, As ginastas que a representavam foram a força dominante em todas as competições oficiais das modalidades. Entre os anos de 1952 e 1991, as equipes soviéticas conquistaram quase todas as medalhas coletivas dos Campeonatos Mundiais e Jogos Olímpicos, bem como as dos eventos individuais. Especificamente para a seleção feminina, as exceções coletivas foram os Jogos de 1984 em Los Angeles - no qual não competiram devido ao boicote do Bloco do Leste - e os Campeonatos Mundiais de 1966 (Tchecoslováquia), 1979 (Romênia) e 1987 (Romênia).
Seus maiores destaques durante esses quase quarenta anos foram a ucraniana Larissa Latynina - a maior medalhista na história olímpica (18) -, seguida de Olga Korbut - que deu à ginástica um grande crescimento popular - Ludmilla Tourischeva e Nellie Kim. Com a dissolução da União Soviética, a seleção esportiva desmembrou-se para os Jogos Olímpicos de Atlatanta, em 1996. Anteriormente, ainda em fase de organização, a ginástica fora representada, nas Olimpíadas de Barcelona, pela Equipa Unificada.
Como maiores destaques, estão as seleções ucraniana e russa, representadas por ginastas como Tatiana Gutsu, Lilia Podkopayeva, Svetlana Khorkina e Ksenia Semenova. Entre as competidoras individuais, destacou-se a uzbeque Oksana Chusovitina, que compete até os dias atuais.

## História: surgimento e evolução
Nascida em meio ao regime da União das Repúblicas Socialistas Soviéticas, a história desta seleção teve início após a Grande Guerra Patriótica no bloco e em meio a descentralização do regime da Era Khrushchov-Brejnev, estendendo-se por toda a Guerra Fria, que durou de 1952 a 1991.
Sua primeira aparição deu-se nos Jogos Olímpicos de 1952, realizados em Helsinque, na Finlândia. Desta data em diante, as soviéticas foram a potência dominadora de todas as grandes competições internacionais, que incluíam as Olimpíadas, os Campeonatos Mundiais e os Campeonatos Europeus. A estabilidade econômica e tecnológica desta nova nação refletiu-se nos esportes, nos quais incluía-se a ginástica, tanto que, nos Jogos Olímpicos de 1960 foram quinze as medalhas conquistadas, o que caracterizou a mais bem sucedida campanha entre as disputadas. Um fator importante a ser destacado na evolução da URSS na ginástica, é a história da preparação física de suas atletas, que começou em 1956, antes dos Jogos de Melbourne e após a percepção da intensa preparação física japonesa. Seu conteúdo baseava-se no cansaço físico como aliado ao desenvolvimento da resistência e de possibilidades funcionais, desde que controladas corretamente em treino.
Estes métodos de treinamentos, apesar de rígidos e questionáveis, principalmente após os episódios que vitimaram a atleta Elena Mukhina, foram eficientes a ponto de, em 36 anos de existência, resultarem em 86 conquistas olímpicas em nove edições, incluído um octacampeonato consecutivo, feitos ainda não atingidos, que transformaram as soviéticas na maior potência dominadora da ginástica na época em que se manteve ativa.

## Quadro de desempenho
Abaixo, o quadro demonstrativo do desempenho das equipes soviéticas[a] ao longo de suas participações em grandes competições internacionais até o último evento – entre Jogos Olímpicos, Campeonatos Mundias e Campeonatos Europeus – realizado. Ao longo de sua competitiva história, nenhuma medalha conquistada fora retirada.
| Ano   | Jogos Olímpicos | Jogos Olímpicos  | Jogos Olímpicos   | Jogos Olímpicos   | Campeonato Mundial de Ginástica Artística | Campeonato Mundial de Ginástica Artística | Campeonato Mundial de Ginástica Artística | Campeonato Mundial de Ginástica Artística | Campeonato Europeu | Campeonato Europeu | Campeonato Europeu | Campeonato Europeu |
| ----- | --------------- | ---------------- | ----------------- | ----------------- | ----------------------------------------- | ----------------------------------------- | ----------------------------------------- | ----------------------------------------- | ------------------ | ------------------ | ------------------ | ------------------ |
| Ano   | Medalha de ouro | Medalha de prata | Medalha de bronze | Total de medalhas | Medalha de ouro                           | Medalha de prata                          | Medalha de bronze                         | Total de medalhas                         | Medalha de ouro    | Medalha de prata   | Medalha de bronze  | Total              |
| 1952  | 4               | 5                | 1                 | 10                |                                           |                                           |                                           |                                           |                    |                    |                    |                    |
| 1954  |                 |                  |                   |                   | 4                                         | 1                                         | 1                                         | 6                                         |                    |                    |                    |                    |
| 1956  | 4               | 3                | 2                 | 9                 |                                           |                                           |                                           |                                           |                    |                    |                    |                    |
| 1957  |                 |                  |                   |                   |                                           |                                           |                                           |                                           | 5                  | 1                  | 1                  | 7                  |
| 1958  |                 |                  |                   |                   | 5                                         | 5                                         | 2                                         | 12                                        |                    |                    |                    |                    |
| 1959  |                 |                  |                   |                   |                                           |                                           |                                           |                                           | 2                  | 1                  | 0                  | 3                  |
| 1960  | 5               | 5                | 5                 | 15                |                                           |                                           |                                           |                                           |                    |                    |                    |                    |
| 1961  |                 |                  |                   |                   |                                           |                                           |                                           |                                           | 4                  | 4                  | 0                  | 8                  |
| 1962  |                 |                  |                   |                   | 4                                         | 3                                         | 3                                         | 10                                        |                    |                    |                    |                    |
| 1964  | 3               | 4                | 3                 | 10                |                                           |                                           |                                           |                                           |                    |                    |                    |                    |
| 1965  |                 |                  |                   |                   |                                           |                                           |                                           |                                           | 0                  | 4                  | 2                  | 6                  |
| 1966  |                 |                  |                   |                   | 3                                         | 2                                         | 3                                         | 8                                         |                    |                    |                    |                    |
| 1967  |                 |                  |                   |                   |                                           |                                           |                                           |                                           | 0                  | 2                  | 2                  | 4                  |
| 1968  | 3               | 2                | 5                 | 10                |                                           |                                           |                                           |                                           |                    |                    |                    |                    |
| 1969  |                 |                  |                   |                   |                                           |                                           |                                           |                                           | 1                  | 3                  | 4                  | 8                  |
| 1970  |                 |                  |                   |                   | 3                                         | 2                                         | 6                                         | 11                                        |                    |                    |                    |                    |
| 1971  |                 |                  |                   |                   |                                           |                                           |                                           |                                           | 6                  | 4                  | 0                  | 10                 |
| 1972  | 4               | 3                | 3                 | 10                |                                           |                                           |                                           |                                           |                    |                    |                    |                    |
| 1973  |                 |                  |                   |                   |                                           |                                           |                                           |                                           | 5                  | 1                  | 0                  | 6                  |
| 1974  |                 |                  |                   |                   | 5                                         | 5                                         | 4                                         | 14                                        |                    |                    |                    |                    |
| 1975  |                 |                  |                   |                   |                                           |                                           |                                           |                                           | 1                  | 2                  | 3                  | 6                  |
| 1976  | 3               | 4                | 1                 | 8                 |                                           |                                           |                                           |                                           |                    |                    |                    |                    |
| 1977  |                 |                  |                   |                   |                                           |                                           |                                           |                                           | 5                  | 2                  | 4                  | 11                 |
| 1978  |                 |                  |                   |                   | 5                                         | 3                                         | 1                                         | 9                                         |                    |                    |                    |                    |
| 1979  |                 |                  |                   |                   | 1                                         | 4                                         | 1                                         | 6                                         | 2                  | 2                  | 2                  | 6                  |
| 1980  | 4               | 1                | 2                 | 7                 |                                           |                                           |                                           |                                           |                    |                    |                    |                    |
| 1981  |                 |                  |                   |                   | 3                                         | 3                                         | 2                                         | 8                                         | 0                  | 3                  | 1                  | 4                  |
| 1983  |                 |                  |                   |                   | 3                                         | 2                                         | 0                                         | 5                                         | 3                  | 0                  | 1                  | 4                  |
| 1985  |                 |                  |                   |                   | 5                                         | 1                                         | 1                                         | 7                                         | 5                  | 1                  | 3                  | 9                  |
| 1987  |                 |                  |                   |                   | 2                                         | 3                                         | 1                                         | 6                                         | 1                  | 1                  | 2                  | 4                  |
| 1988  | 3               | 2                | 2                 | 7                 |                                           |                                           |                                           |                                           |                    |                    |                    |                    |
| 1989  |                 |                  |                   |                   | 4                                         | 2                                         | 2                                         | 8                                         | 4                  | 1                  | 1                  | 6                  |
| 1990  |                 |                  |                   |                   |                                           |                                           |                                           |                                           | 5                  | 4                  | 0                  | 9                  |
| 1991  |                 |                  |                   |                   | 3                                         | 4                                         | 0                                         | 7                                         |                    |                    |                    |                    |
|       |                 |                  |                   |                   |                                           |                                           |                                           |                                           |                    |                    |                    |                    |
| Total | 33              | 29               | 24                | 86                | 50                                        | 40                                        | 27                                        | 117                                       | 50                 | 36                 | 25                 | 111                |

Legenda
- Representa o maior total de medalhas atingido e o maior número de medalhas de ouro conquistadas
- Representa o maior total de medalhas atingido
- Representa o maior total de medalhas de ouro atingidos

### Aparelhos
A seguir, quadro do desempenho em conquistas por aparelhos. Visualizando-se o quadro abaixo, chega-se à conclusão de que as soviéticas são melhor sucedidas nos exercícios de solo, em um somatório geral dos aparatos, em total de medalhas de ouro e em todas as competições, em nível de vitórias. A trave e as barras assimétricas, empatam em desempenho geral, embora as vitórias prevaleçam nas assimétricas em todas as parciais por campeonatos. Por outro lado, o salto apresenta um melhor somatório geral que os dois aparelhos anteriormente citados, além de um maior número de conquistas em Jogos Olímpicos e Campeonatos Mundiais.
| Conquistas           | Solo            | Solo             | Solo              | Solo  | Barras assimétricas | Barras assimétricas | Barras assimétricas | Barras assimétricas | Trave           | Trave            | Trave             | Trave | Salto sobre o cavalo | Salto sobre o cavalo | Salto sobre o cavalo | Salto sobre o cavalo |
| Conquistas           | Medalha de ouro | Medalha de prata | Medalha de bronze | Total | Medalha de ouro     | Medalha de prata    | Medalha de bronze   | Total               | Medalha de ouro | Medalha de prata | Medalha de bronze | Total | Medalha de ouro      | Medalha de prata     | Medalha de bronze    | Total                |
| -------------------- | --------------- | ---------------- | ----------------- | ----- | ------------------- | ------------------- | ------------------- | ------------------- | --------------- | ---------------- | ----------------- | ----- | -------------------- | -------------------- | -------------------- | -------------------- |
| Jogos Olímpicos      | 7               | 6                | 4                 | 17    | 3                   | 7                   | 4                   | 14                  | 2               | 5                | 6                 | 13    | 6                    | 5                    | 4                    | 15                   |
| Campeonatos Mundiais | 12              | 8                | 5                 | 25    | 5                   | 7                   | 4                   | 16                  | 2               | 6                | 5                 | 13    | 7                    | 8                    | 5                    | 20                   |
| Campeonatos Europeus | 13              | 10               | 4                 | 27    | 10                  | 6                   | 3                   | 19                  | 9               | 9                | 5                 | 23    | 9                    | 2                    | 5                    | 16                   |
|                      |                 |                  |                   |       |                     |                     |                     |                     |                 |                  |                   |       |                      |                      |                      |                      |
| Total                | 32              | 24               | 13                | 69    | 18                  | 20                  | 11                  | 49                  | 13              | 20               | 16                | 49    | 22                   | 15                   | 14                   | 51                   |

## Seleções
Seção dividida por trios de ciclos olímpicos, que marcam da evolução à dissolução da equipe representante do bloco europeu.

### Primeiros ciclos (1952 - 1964)
Durante os doze primeiros anos, a seleção soviética surgiu e aprimorou-se em formas de treinamento e conquistas. Entre suas ginastas mais destacadas, estavam Polina Astakhova - bicampeã olímpica das barras assimétricas - e Larissa Latynina - tricampeã olímpica do solo e maior medalhista olímpica de todos os tempos até os Jogos de 2008, com dezoito no total.

#### Jogos Olímpicos

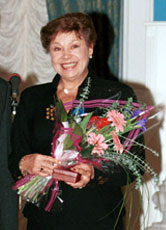
Larissa Latynina, a maior campeã da história dos Jogos Olímpicos

Foi nas Olimpíadas de Helsinque, na Finlândia, que a equipe feminina fez sua estréia em competições internacionais de grande porte. Na disputa coletiva, as soviéticas superaram as favoritas tchecas, campeãs da edição anterior, e conquistaram a medalha de ouro com a nota 527,030. No evento seguinte, o concurso geral, as ginastas do bloco europeu foram as medalhistas de ouro e prata, com Maria Gorokhovskaya e Nina Bocharova. Nas finais por aparelhos, em um total de doze medalhas disputadas, as soviéticas conquistaram oito: no salto, a campeã foi Ekaterina Kalintshuk, seguida das compatriotas Gorokhovskaya e Galina Minaitsheva; nas barras assimétricas, Maria fora a segunda colocada, a frente da experiente húngara Ágnes Keleti; na trave, Nina e Maria inverteram as posições do individual geral e subiram ao pódio como primeira e segunda colocadas; na última disputa, do solo, Maria e Margit Korondi foram superadas por Keleti e completaram o pódio com a prata e o bronze. Assim, com o total de seis medalhas, incluídos dois ouros, Maria Gorokhovskaya tornou-se a maior medalhista soviética desta primeira campanha olímpica.
Quatro anos mais tarde, na segunda edição dos Jogos, as Olimpíadas de Melbourne, na Austrália, as soviéticas tornaram-se bicampeãs por equipes ao somarem 444,800 e permanecerem novamente a frente das húngaras, vice-campeãs do evento anterior. No individual geral, a estreante Larissa Latynina superou Ágnes Keleti e a compatriota Sofia Muratova ao totalizar 74,933, 0,300 ponto a frente da segunda ranqueada. Apesar de não subirem ao pódio, Tamara Manina (6), Ludmila Egorova (10), Polina Asthakova (17) e Lidia Kalinina (21) terminaram a disputa entre as 21 primeiras de um total de 65 competidoras. Nos aparelhos, foram duas medalhas a menos que em Helsinque: no salto, a vencedora foi Latynina, seguida da companheira de equipe Tamara Manina; nas assimétricas, Larissa não superou Ágnes e somou pontos para atingir a medalha de prata, a frente de Muratova, medalhista de bronze; na trave, Manina, empatada com a tcheca Eva Bosakova, foi a vice-campeã em prova vencida pela húngara Keleti; e, no solo, última final disputada, Latynina conquistou seu terceiro ouro a frente de Ágnes Keleti.
Na penúltima edição olímpica destes ciclos, deram-se os Jogos de Roma, na Itália. Na ocasião, as ginastas saáram campeãs por equipes. Individualmente, assim como na primeira participação, as soviéticas foram ouro prata e bronze: Larissa Latynina, que somou 77,031 após as rotações nos quatro aparelhos, Sofia Muratova, que totalizou 76,696, e Polina Astakhova, com 76,164. Nos aparelhos, três foram soviéticos: o salto, com Margarita Nicolaeva em primeiro, Sofia Muratova em segundo e Latynina em terceiro; as paralelas assimétricas, com 1 Polina Astakhova na primeira colocação, Larissa na segunda e Tamara Lyukhina na terceira; e, o solo Latynina, Polina e Tamara. Na trave, único aparelho cuja vitória não fora soviétiva, teve duas ginastas da nação: Larissa em segundo e Muratova em terceiro.
Na última edição dos Jogos destes primeiros quatro ciclos, as Olimpíadas de Tóquio, no Japão, as atletas soviéticas foram pela quarta vez consecutiva, as campeãs na prova por equipes. Todavia, no individual geral, pela primeira vez desde sua estréia em Olimpíadas, uma ginasta do bloco não saía vencedora: Larissa Latynina e Polina Astakhova completaram o pódio da disputa vencida pela tcheca Vera Caslavska. Nos aparelhos, as ginastas conquistaram dois ouros. O primeiro, com Astakhova nas barras assimétricas, e o segundo com Latynina, no solo. As provas do salto - cuja soviética melhor posicionada fora Larissa com a medalha de bronze - e da trave - com Latinina e Manina como segunda e terceira colocadas - foram conquistadas por Caslavska..
Desse modo, as atletas encerraram este ciclo com 45 medalhas em quatro edições olímpicas.

#### Campeonatos Mundiais
Neste primeiro ciclo, foram disputadas três edições mundiais, que até 1978 decorriam a cada quatro anos. No primeiro, o Campeonato de Roma, as ginastas conquistaram a medalha de ouro, após superarem as equipes húngara e tcheca, prata e bronze. No individual geral, Galina Rudiko ultrapassou em nota a tcheca Bosakova e a polonesa Helena Rakoczy, para atingir a primeira colocação no pódio. Nos aparelhos, Tamara Manina e Maria Gorokhovskaia foram as medalhistas do solo, com Manina em primeiro e Maria em terceiro, atrás de Eva Bosakova; nas assimétricas, a húngara Keleti foi a vencedora e Rudiko, a segunda colocada;; no salto, Tamara conquistou sua terceira medalha de ouro na competição, e na trave, em disputa vencida pela japonesa Keiko Tanaka, nenhuma soviética subiu ao pódio. Na segunda edição, o Mundial de Moscou, as ginastas Polina Astakhova, Raisa Borisova, Lidia Kalinina, Larissa Latynina, Tamara Manina e Sofia Muratova tornaram o bloco bicampeão da disputa coletiva ao superarem as tchecas e as romenas. No concurso geral, Larissa e Tamara, conquistaram as medalhas de ouro e bronze, respectivamente, tendo Bosakova entre elas, como a medalhista de prata. Nas provas por aparelhos, as barras assimétricas repetiram as colocações do all around e somaram para Latynina sua terceira vitória na competição; no solo, em disputa vencida por Eva Bossakova, Larissa foi a única soviética no pódio, como a segunda colocada; no salto sobre o cavalo, as soviéticas ocuparam as três primeiras colocações: Latynina conquistou sua quarta vitória, enquanto Manina e Kalinina empataram na segunda posição; por fim, na trave de equilíbrio, Larissa Latynina atingiu sua quinta vitória, a sexta medalha, em seis disputadas, já Muratova, completou os pódios com uma medalha de prata.
Na última edição deste ciclo, o Mundial de Praga, Polina Astakhova, Lidia Ivanova, Larissa Latynina, Tamara Manina, Sofia Muratova e Irina Pervushina conquistaram o tricampeonato por equipes para o bloco soviético, ao superarem a equipe anfitriã e as japonesas. No concurso geral, Latynina tornou-se bicampeã mundial, enquanto Pervushina conquistou sua segunda medalha, de bronze. Nas disputas por aparelhos, as ginastas medalhistas do geral individual, subiram ao pódio novamente, na primeira e segunda posições do solo; nas paralelas assimétricas, Irina conquistou seu segundo ouro, ao superar a tcheca Bossakova e a compatriota Latynina, medalhista de bronze; na trave, Latynina subiu ao pódio mais uma vez, ao conquistar a prata, e, no salto, em disputa vencida por Vera Caslavska, Larissa e Sofia conquistaram as segunda e terceira colocações. Encerrado o campeonato, as soviéticas totalizaram 27 medalhas nas três edições, destacados treze ouros.

### Ciclos intermediários (1965 - 1976)
Durante estes ciclos, a equipe soviética teve como destaque as medalhistas olímpicas e homenageadas no International Gymnastics Hall of Fame, Olga Korbut, Ludmilla Tourischeva, Elvira Saadi, Lyubov Burda e Nellie Kim.

#### Jogos Olímpicos

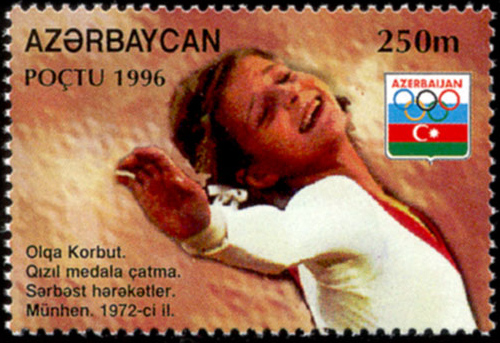
A ginasta Olga Korbut, assim como sua antecessora Cathy Rigby, mostrou ao mundo um novo cenário: de ginastas mais baixas, jovens, ágeis e destemidas. Seus aprelhos de melhor desempenho foram a trave de equilíbrio e as barras assimétricas.

A primeira edição olímpica destes ciclos ocorreu no México, a primeira nação sede latino-americana. Nos Jogos da Cidade do México, pela quinta vez seguida, as soviéticas saíram campeãs por equipes. Nas disputas do individual geral, após findas as rotações, mais uma vez as ginastas do bloco completaram o pódio da prova vencida pela tcheca Vera Caslavska: Zinaida Voronina foi a medalhista de prata e Natalia Kuchinskaya a de bronze. Nos aparelhos, Larissa Petrik, empatada com Vera, conquistou a medalha de ouro nos exercícios do solo, enquanto sua compatriota Natalia, fora novamente a terceira colocada. Nas barras assimétricas, apenas Voronina subira ao pódio, na terceira colocação, superada pela campeã Caslavska e pela alemã Karin Janz. Na trave, Kuchinskaya conquistou sua primeira medalha de ouro individual e a segunda individual por aparelhos das soviéticas, invertendo posição com Petrik, medalhista de bronze. Por fim, no salto, Voronina conquistou sua quarta medalha na competição, a de bronze, superada pela vencedora Vera e por outra alemã, Erika Zuchold.
Na edição de 1972, as Olimpíadas de Munique na Alemanha, a equipe formada por Ludmilla Torischeva, Olga Korbut, Lyubov Burda, Tamara Lazakovich, Elvira Saadi e Antonina Koshel, conquistou a medalha de ouro na disputa coletiva, ao superar por mais de quatro pontos, a equipe da Alemanha Oriental. No concurso geral, a exceção de Koshel, cinco ginastas encerraram as rotações entre as dez primeiras colocadas: Ludmilla Tourischeva, ao somar 77,025 tornou-se a campeã da prova; Tamara, superada por Janz em 0,025 foi a medalhista de bronze; e Burda (5), Korbut (7) e Saadi (8) não subiram ao pódio. Nas finais por aparelhos, Tourischeva, superada pelas alemãs Janz e Zuchold, foi a medalhista de bronze no salto. Nas barras assimétricas, novamente superadas pela dupla alemã, as soviéticas conquistaram o bronze, de Olga Korbut. Na trave, ao superar a compatriota Lazakovich, Olga conquistou sua segunda medalha de ouro na competição e a primeira por aparelhos para o bloco. No solo, última prova, o pódio fora soviético: Korbut, Tourischeva e Lazakovich
Na última edição olímpica destes ciclos, deram-se os Jogos de Montreal, no Canadá. Na ocasião, as soviéticas tornaram-se heptacampeãs por equipes ao superarem a seleção romena, da estreante Nadia Comaneci. Nas provas do individual geral, Nellie Kim e Toursicheva foram as medalhistas de prata e bronze em disputa vencida pela romena Comaneci. Nas finais por aparelhos, pela primeira vez desde sua entrada em grandes competições, a equipe soviética não conquistou medalha em todos os aparatos: Nellie Kim foi a medalhista de ouro nas provas do solo e do salto; Ludmilla Tourischeva conquistou a prata no solo e o bronze no salto; e Olga Korbut foi a segunda colocada na trave. Nas paralelas assimétricas, Kim e Korbut foram as sexta e quinta ranqueadas.

#### Campeonatos Mundiais

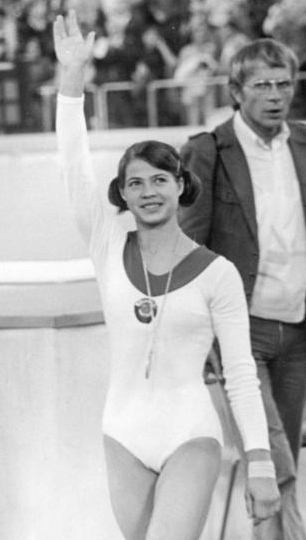
A ginasta Ludmilla Tourischeva, a única ginasta a unificar os títulos de campeã européia, mundial e olímpica, após a tcheca Vera Caslavska. Apenas décadas mais tarde, a ucraniana Lilia Podkopayeva, repetiu o feito.

Este seguinte ciclo, assim como o anterior, teve três edições mundiais. A primeira delas, quarta na contagem geral, foi disputada na Alemanha Oriental. O Mundial de Dortmund, após um tricampeonato das ginastas do bloco, teve como equipe vitoriosa a Tchecoslováquia de Věra Čáslavská, que superou as soviéticas e as japonesas de Keiko Ikeda, medalhistas de bronze. No individual geral, nova vitória das tchecas, com Čáslavská conquistando seu segundo ouro ao superar Natalia Kuchinskaya, segunda ranqueada. Nos aparelhos, Kuchinskaya conquistou a primeira medalha de ouro das soviéticas nesta competição, enquanto Zinaida Voronina atingiu a terceira posição no solo; nas paralelas assimétricas, Natalia saiu-se novamente vitoriosa ao superar duas adverárias japonesas; na trave, a ginasta conquistou sua terceira medalha de ouro, ao superar Vera e a companheira de seleção, Larissa Petrik; por fim, no salto, Kuchinskaya conquistou sua sexta medalha, de bronze, superada por Vera e pela alemã Erika Zuchold. Na edição realizada a seguir, o Mundial de Liubliana na Iugoslávia, as soviéticas retornaram à primeira colocação coletiva, após superarem as equipes da Alemanha Oriental e da Tchecoslováquia, conquistando então seu quarto título não consecutivo, em cinco disputados. No all around, Ludmilla Tourischeva e Zinaida Voronina tiveram entre elas, no pódio, a alemã oriental Zuchold, medalhista de bronze. Nas provas individuais por aparelhos, as três primeiras colocações dos exercícios de solo foram ocupadas pelas ginastas do bloco: Tourischeva conquistou seu terceiro título, Olga Karaseva, a medalha de prata, e Zinaida, o segundo bronze; nas barras assimétricas, tourischeva e Voronina tornaram a conquistar medalhas, em disputa vencida por Karin Janz da Alemanha Oriental; na trave de equilíbrio, a representante da nação foi Larissa Petrik, que conquistou a medalha de bronze, após ser superada por Zuchold e pela norte-americana Cathy Rigby; no salto sobre o cavalo, Lyubov Burda e Ludmilla, que conquistou sua quinta medalha, empataram na terceira posição.
Na última edição deste ciclo intermediário, o Campeonato de Varna na Bulgária, Nina Dronova, Nellie Kim, Olga Korbut, Elvira Saadi, Rusudan Sikharulidze e Ludmilla Tourischeva conquistaram o quinto título mundial coletivo soviético ao superarem a Alemanha Oriental e a Hungria. Na sequência, após as rotações do individual geral, Tourischeva tornou-se bicampeã da competição ao superar a companheira de equipe Korbut e a alemã oriental Angelika Hellmann. Nos aparelhos, Olga e Ludmilla alternaram nas duas primeiras colocações em três: trave olímpica, solo e salto, aparato este que teve Korbut como vencedora; nas barras assimétricas, Annelore Zinke conquistou a medalha de ouro e mais uma vez Olga e Ludmilla representaram a nação no pódio, ao conquistarem, cada uma, seis medalhas em seis disputadas. Entre as medalhistas ainda estiveram Nellie Kim, que conquistou o bronze na trave, e Elvira e Rusudan, que empataram na terceira colocação do solo.
Ao término deste ciclo, Ludmilla Tourischeva tornou-se a mais bem sucedida ginasta em Campeonatos Mundiais entre os anos de 1965 e 1976, ao totalizar dez medalhas, sete delas de ouro.

### Últimos ciclos (1977 - 1988)
Este ciclo, marcado pela exposição dos métodos de treinamento das equipes soviéticas - por vezes ditos abusivos - e pela dissolução da URSS e da equipe de ginástica artística, teve como destaques Nellie Kim - que transitou competitiva por dois ciclos -, Yelena Shushunova, Yelena Davydova e Yelena Mukhina.
Mukhina, tida favorita para os Jogos de Moscou, sofreu uma lesão durante os treinamentos, que a afastou em definitivo das competições: um salto sem altura suficiente para a realização de um movimento, a levou à tetraplegia. Seu acidente gerou rumores na imprensa mundial, que alegava serem torturantes e desrespeitosos os treinamentos aos quais as ginastas eram submetidas.olímpicas.

#### Jogos Olímpicos
Na Olimpíada que abriu estes ciclos, os Jogos de Moscou, as soviéticas competiram na capital do bloco. Boicotada pelos Estados Unidos da América, esta edição proporcionou às ginastas a conquista do oitavo título consecutivo, após superar as equipes da Romênia e da Alemanha Oriental. Nas disputas do concurso geral, Yelena Davydova, conquistou a medalha de ouro, ao totalizar 79,150, suficientes para superar a alemã Maki Gnauck e a romena Nadia Comaneci. Natalia Shaposhnikova e Nellie Kim não conquistaram medalhas, mas terminaram entre as dez primeiras colocadas: quarta e quinta, respectivamente. Nas finais por aparelhos, Nellie Kim empatou com Comaneci na primeira colocação na disputa do solo. Nas barras assimétricas, superada por Gnauck e pela romena Emilia Eberle, Maria Filatova empatou com a alemã oriental Steffi Kräker, na terceira posição. Na trave, a estreante Davydova conquistou sua segunda medalha, de prata, enquanto sua compatriota, Shaposhnikova foi a medalhista de bronze na prova. No salto, Natalia subiu ao pódio ao conquistar a única medalha de ouro por aparelhos das soviéticas, ao atingir sua terceira premiação.
Os Jogos de Los Angeles, realizados em 1984, foram boicotados pela União Soviética, em resposta ao boicote anterior, o que impediu as ginastas de participarem das provas da ginástica artística, bem como de todos os demais esportes.
Na última Olimpíada com a participação das soviéticas, os Jogos de Seoul, na Coreia do Sul, as ginastas conquistaram o nono título olímpico seguido, haja vista o boicote da edição anterior. No individual geral, atingiram o sexto título da competição com Yelena Shushunova, que superou a romena Daniela Silivas e a compatriota Svetlana Boginskaya. Nos aparelhos, Svetlana conquistou a única medalha de ouro entre as quatro finais: no salto, superou as romenas Gabriela Potorac e Daniela Silivas, por 0,075. Silivas, medalhista de ouro dos demais aparatos, superou Yelena Shushunova, terceira colocada nas paralelas assimétricas e segunda na trave, e Boginskaya, medalhista de prata no solo.

#### Campeonatos Mundiais
O último ciclo desta seleção teve oito edições, todas disputadas ainda como União Soviética, inclusive a última, em 1991. Apesar do ciclo olímpico ter se acabado para o bloco soviético em 1988, a URSS só se desfez mais tarde, tendo seu desmembramento oficial em 31 de dezembro de 1991.
O sétimo mundial disputado pelas ginastas, o Campeonato de Estrasburgo, na França, foi a sexta vitória coletiva atingida, com dois tricampeonatos consecutivos.

## Dissolução
A crise do regime soviético iniciou-se durante a década de 1980. Com a extinção da URSS, em 1991, os países passaram a ter autonomia em todos os sentidos, inclusive esportivo e não puderam defender a União Soviética em competições recentes. Desse modo, as ginastas competiram nos Jogos de Barcelona pela Equipa Unificada, conhecida como Ex-União Soviética (Rússia e CEI), composta pela bielorrussa Svetlana Boginskaya, as uzbecas Rozalia Galiyeva e Oksana Chusovitina, as russas Elena Grudneva e Tatiana Lysenko e a ucraniana Tatiana Gutsu. A seguir, cada país organizou-se para disputar os campeonatos internacionais.
De todas as seleções advindas da divisão, a russa foi a que mais destacou-se, com ginastas campeãs olímpicas como Svetlana Khorkina e Elena Zamolodchikova, seguida da equipe ucraniana, que formou ginastas campeãs como Tatiana Gutsu e Lilia Podkopayeva.[carece de fontes?] Entre as atletas individuais, destaca-se Oksana Chusovitina, que disputou campeonatos - incluídas cinco Olimpíadas - até os 33 anos de idade, representando o Uzbequistão e a Alemanha, para tornar-se treinadora após abandonar as competições em 2009.